# ヴァイル・アム・ライン
ヴァイル・アム・ライン（ドイツ語: Weil am Rhein）は、スイス・バーゼル郊外のドイツの町。ライン川の東岸にあり、スイス、フランス、ドイツの三国国境に近い。ドイツの最も南西に位置する町。

## 地理
ヴァイル・アム・ラインは、北緯47度35分42秒 東経7度36分39.6秒 / 北緯47.59500度 東経7.611000度に位置し、バーデン＝ヴュルテンベルク州、レラッハ郡にある。この市は、西にフランス、南にスイスとの国境に接しており、三国国境も存在する。また、ヴァイルは、マルクグレーフラーランドと呼ばれる地方にも位置している。
市は、ライン川に面しており、大陸性気候を与えているシュヴァルツヴァルトに近く、特にブドウ栽培に適している。

## 歴史
町は、ローマが起源と思われる「Willa」として、786年に最初に言及されている。スペイン継承戦争中、フリートリンゲンの戦いを行うため、1702年10月にクロード・ルイ・エクトル・ド・ヴィラールは、ここでライン川を横断した。ヴァイルは闘争の結果、激しい被害を受けた。
市の良好な交通手段により、成長を始めた19世紀まで、農業が地方産業の中心だった。ヴァイル・アム・ラインとバーゼルを結ぶ鉄道車両操車場は、1913年に構築された。スイスの織物工場は、フリートリンゲン地方で設立された。1934年には、ライン川に港が建築された。
第二次世界大戦後、難民や無国籍者の流入により、再び人口が増加した。1971年と1975年の間に、Ötlingen、Haltingen、Märktの自治体を編入し、ヴァイル・アム・ラインの町となった。

## 国際関係
ヴァイル・アム・ラインの姉妹都市：
- ボグナー・リージス（イギリス）
- ユナング（フランス）
- トレッビン（英語版）（ドイツ東部）

## 観光
- ヴィトラ社の工場（ヴィトラ・キャンパス）とヴィトラ・デザイン・ミュージアム

スイスの家具メーカー・ヴィトラ社の工場。敷地内にはフランク・ゲーリー、ザハ・ハディッド、安藤忠雄といった有名建築家による建物が並び、建築ファンのための観光名所である。また、敷地内にあるヴィトラ・デザイン・ミュージアムには、チャールズ・イームズら著名デザイナーによるデザイナーズ家具が展示されている。
- ウォーター・パーク「ラグーナ」